# Mouais (revue)
Mouais, le journal dubitatif (quoique) est une revue bimestrielle française reconnue publication d’information politique et générale et basée à Nice. Anarchiste, elle traite de questions sociales et écologiques au niveau local, national et international.

## Histoire
Initialement mensuel, Mouais paraît depuis novembre 2019. « Depuis novembre, ce mensuel de la scène alternative veut contrebalancer les médias traditionnels, et donner la parole à ceux qui ne l'ont pas forcément.. Avec une subjectivité assumée ! » (France3 Côte d’Azur, Un nouveau mensuel alternatif à Nice : Mouais, le journal dubitatif, 30 décembre 2019)
« A l’origine, une bande de potes issus du milieu associatif niçois, militants, membres de collectifs aux expériences de médias alternatifs variés. « On aime bien le papier, on est plutôt gros consommateurs d’infos mais là, la presse locale et Nice-Matin en particulier, c’était insoutenable », explique Macko Dragan, l’un des animateurs de Mouais (le mensuel dubitatif… quoique) sur la douzaine que compte l’équipe » (Clément Chassot, Mouais, le canard dubitatif niçois, Le Ravi, juillet 2020)

## Ligne éditoriale

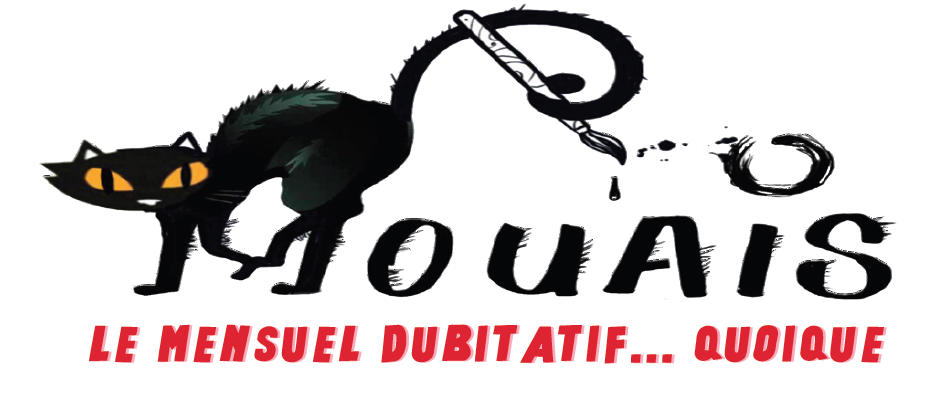
Logo de la revue Mouais

Mouais est un magazine satirique d’information, d’enquête et d’analyse locale, nationale, et internationale se réclamant de l’anarchisme.
« Nous ne pouvons plus accepter que des éditorialistes hors-sol, des prétendus « experts » en roue libre, des gratte-papier ne sachant plus que recopier les éléments de langage de la communication du gouvernement, des mairies, des postes de polices, des préfectures et des multinationales, privatisent pour leur compte l’espace d’expression publique –imposant leurs intérêts et leurs lois à des hordes de prolétaires de l’info, pigistes sous-payés, qui constituent aujourd’hui, ne l’oublions pas, le gros des journalistes… Et qui, eux aussi, sont les victimes d’un système médiatique figé, enkysté dans les sphères de pouvoir. »
Proche de la gauche radicale et des luttes féministes, écologistes, anti violences policières ou encore LGBTQIA+, la revue a hébergé des contributions et entretiens de Cédric Herrou, Ludivine Bantigny, du Collectif des Mutilé.e.s pour l’exemple, de Lauren Malka (qui y assure une chronique régulière, la Dalle), Corinne Morel-Darleux, Bernard Friot, Geneviève Legay, Louis Witter, Gwenola Ricordeau, Mathieu Rigouste, Pierre-Emmanuel Barré… Et, à l’international, produit de nombreux reportages sur la Palestine et le Liban.

## Structure
L’ours de la revue indique Edwin Malboeuf comme directeur de la publication, Mačko Dràgàn comme rédacteur en chef, la maquettiste est MaD Graphisme, Tia Pantaï la secrétaire de rédaction, Jérémy Dotti le chargé de diffusion, et elle est éditée par l’Association pour la Reconnaissance des Médias Alternatifs (ARMA).
La rédaction se veut horizontale, paritaire et autogérée.

## Place au sein de la presse indépendante
Très actif au sein de écosystème français des médias indépendant, Mouais a été à l’initiative des Assises Intergalactiques de la presse libre, satirique et indépendante, dont elle a assuré trois éditions à Tourrette-Levens, et fait partie des cofondateurs du Syndicat de la Presse Pas Pareille, au bénéfice duquel elle a reçu le soutien du Fonds pour une presse libre, et qui regroupe notamment L'Age de faire, L'Empaillé, Fakir, S!lence... 